# 538 هـ
538 هـ هي سنة في التقويم الهجري امتدت مقابلةً في التقويم الميلادي بين سنتي 1143 و1144.

## مواليد
- إمام القراء الشاطبي
- أبو البقاء العكبري
- أبو محمد الشاطبي
- العادل أبو بكر بن أيوب
- المطرزي

## وفيات
- الزمخشري